# Toona rubriflora
Toona rubriflora là một loài thực vật có hoa trong họ Meliaceae. Loài này được C.J. Tseng miêu tả khoa học đầu tiên năm 1962.